# 月野夏海
南 夏海（みなみ なつみ、6月24日 - ）は、日本のタレント、元グラビアアイドル。

## 経歴・人物
2014年に1stDVD『Gカップなっちゃん！』でグラビアデビュー。
秋葉原OLカフェ&バー8styleで勤めている。
2021年6月24日、Twitter（現・X）にて現芸名に改名を発表。
2025年1月31日、Xにて同年3月31日を以ってグラビア活動から引退することを報告。なお以後もタレント活動は継続することとしている。

## 作品

### DVD
- Gカップなっちゃん!（2014年9月25日、スパイスビジュアル）
- なつみかん（2015年6月24日、MARONE）
- ふたりのじかん（2017年10月27日、スパイスビジュアル）
- なつやすみ（2018年11月30日、グラッソ）
- グラマラスボディ（2019年2月28日、グラッソ）
- コスナツ（2019年5月31日、グラッソ）
- デカメロン（2019年8月30日、グラッソ）
- なつみパイ（2019年11月29日、グラッソ）
- なつうみ（2020年3月27日、Media Brand）